# ミス・ベンサム
『ミス・ベンサム』(Miss Bentham) は、1906年にアメリカ合衆国の画家ジョージ・ベローズが制作した、ヌードの女性の立ち姿の全身を背後から捉えた油彩画。2015年に、イングランドのバーミンガムにあるバーバー美術館が取得した。

## 経歴
ベローズは、初めてのヌード作品である本作を、1906年に制作し、生涯これを売ることはしなかった。画家が死去した時も、この絵は画家のアトリエにあったが、未亡人は1985年にアンディ・ウォーホルへこの絵を売った。1987年にウォーホルが死去すると、匿名の収集家がこれを買い、この人物が仲介業者のコリサート (Collisart) を介して、バーバー美術館に売却した。美術館は、程なくしてこの作品を展示公開した
この作品は、バーバー美術館が購入した、最初のアメリカ人による作品であり、ベローズの作品がイギリスの公開コレクションに入った2点目であった。
美術館のために、この絵を購入したヘンリー・バーバー財団 (Henry Barber Trust) の理事長ヒュー・カーズレイク (Hugh Carslake) は、次のように述べている。
この作品の取得は、バーバー・コレクションにとって非常にエキサイティングなことです。財団を創設したレディ・バーバー (Lady Barber) は、我々のコレクションに入る作品の質は、「例外的で卓越した優れた点があり」、ナショナル・ギャラリーやウォレス・コレクションに比肩するものでなければならないとしていましたが、この作品の追加はそれに相応しいものです。